# BankChain
BankChain — программная платформа[прояснить] для банковской деятельности, основанная на использовании технологии блокчейн. Об использовании платформы BankChain 8 февраля 2017 года объявил представитель Государственного банка Индии (SBI). По словам заместителя управляющего директора SBI М.Махапатры, «Являясь крупнейшим банком Индии, Государственный банк взял на себя инициативу в использовании блокчейна, и мы ведем переговоры с банками и другими компаниями о сотрудничестве в этой сфере».
Целью внедрения BankChain является повышение эффективности, прозрачности и безопасности банковской отрасли.
Основная цель предлагаемой BankChain — облегчить обмен информацией между подключёнными к платформе банковскими учреждениями. Ожидается, что это поможет банкам бороться с мошенничеством при одновременном упрощении процедур кредитования. Первоначальное внедрение Bankchain предполагается в ритейле, с целью воспрепятствовать предприятиям представлять коммерческие скидки, показывая одну и ту же счет-фактуру нескольким банкам.
Платформа BankChain была создана в сотрудничестве с компанией Primechain Technologies — стартапом из города Пуна, специализирующемся на технологиях с использованием блокчейн.

## Участники
Участниками альянса BankChain являются Государственный банк Индии, ICICI Bank, DCB Bank, Kotak Mahindra Bank, Federal Bank, Deutsche Bank и UAE Exchange.

## Проекты
Проекты с использованием платформы BankChain на 2017 год включают в себя Shared KYC/AML, торговое финансирование, защиту документов, трансграничные платежи, платежи Peer-to-peer и другие.